# Silvia Rosa Domingos
Silvia Andreia Rosa Domingos ist eine portugiesische Fußballschiedsrichterin.
Rosa Domingos begann im Alter von 17 Jahren ihre Schiedsrichterkarriere und ist Mitglied des Fußballverbandes der Algarve.
Seit 2012 steht Rosa Domingos auf der Liste der FIFA-Schiedsrichter und leitet internationale Fußballpartien. Sie gehört zur Gruppe der First-Category-Schiedsrichterinnen der UEFA.
Bei der U-19-Europameisterschaft 2017 in Nordirland pfiff Rosa Domingos zwei Gruppenspiele und ein Halbfinale. Bei der U-19-Europameisterschaft 2019 in Schottland leitete sie zwei Gruppenspiele.
Rosa Domingos ist regelmäßig in der Women’s Champions League und in der Women’s Nations League im Einsatz. Zudem leitete sie unter anderem Spiele in der Qualifikation für die Europameisterschaft 2022 in England (vier Spiele), in der europäischen WM-Qualifikation für die Weltmeisterschaft 2023 in Australien und Neuseeland (drei Spiele) sowie Freundschaftsspiele.
Im Rahmen eines Kooperationsabkommens zwischen dem Portugiesischen Fußballverband (FPF) und dem Französischen Fußballverband (FFF) pfiff Rosa Domingos im November 2021 in der Division 1 Féminine das Spiel zwischen Olympique Lyon und Paris Saint-Germain (6:1).